# Oriundi
Oriundi – piłkarz pochodzący z Ameryki Południowej, najczęściej mający włoskie korzenie i po naturalizacji występujący w reprezentacji Italii.
W reprezentacji Włoch zagrało kilkudziesięciu piłkarzy urodzonych w Ameryce Płd., niektórzy z nich w chwili debiutu mieli na swym koncie grę dla innych krajów. Zjawisko narodziło się w połowie lat 20., gdy we włoskich klubach zaczęli się pojawiać latynoscy piłkarze – najzdolniejsi z nich trafiali do kadry. Pierwszym oriundi był piłkarz Interu Mediolan – Ermanno Aebi. W mistrzowskiej drużynie z 1934 grało kilku oriundi, największy wkład w tytuł wnieśli pomocnik Luis Monti i skrzydłowy Raimundo Orsi. Obaj wcześniej grali dla Argentyny, a Monti w jej barwach został nawet srebrnym medalistą premierowych finałów MŚ (1930). Ważną rolę w zespole z 1938 odegrał urodzony w Urugwaju Michele Andreolo.
Najwybitniejszym oriundi z lat 50. był Juan Alberto Schiaffino, mistrz świata z 1950 i legendarna postać urugwajskiego futbolu. W kadrze Włoch na MŚ 62 znaleźli się Brazylijczyk José Altafini (mistrz świata z MŚ 58) oraz Argentyńczyk Omar Sivori. Na początku lat 60. FIFA zakazała gry w dwóch i więcej reprezentacjach narodowych, co w praktyce do minimum ograniczyło proceder naturalizacji wybitnych piłkarzy. Współczesnym oriundi jest co prawda Argentyńczyk Mauro German Camoranesi (mistrz świata z 2006), jednak nigdy nie grał on w reprezentacji Argentyny (nawet juniorskiej).